# ARM Cortex-A710
Az ARM Cortex-A710 – kódnevén Matterhorn – az ARM Cortex-A78 („Hercules”) utódja, az első generációs Armv9 „big” Cortex CPU (az Arm big.LITTLE heterogén architektúrában). Ez egy alacsony fogyasztású, nagy teljesítményű, szintetizálható ARM mikroarchitektúra, amelyet az ARM a mobilpiacra tervezett. Az ARM Cortex-A510 „LITTLE” szerepkörű, kisebb hatásfokú maggal társítható. Az ARM Ltd. austini tervezőközpontja tervezte, és az Arm austini tervezésű mag-sorozatának negyedik és egyben utolsó iterációja.

## Tervezés
- 10 fokozatú futószalag[3]
- az egyetlen ARMv9 megvalósítás, ami támogatja az AArch32 utasításkészletet, EL0 szinten[3][4]

Fejlesztések
- 30%-kal nagyobb energiahatékonyság, mint az Cortex-A78-ban
- 10%-os teljesítménynövekedés a Cortex-A78-hoz képest[5]
- a gépi tanulás (ML) teljesítménye 2-szeresére nőtt[2]

## Felhasználás
- MediaTek Dimensity 9000/9000+[6]
- Qualcomm Snapdragon 7 Gen 1[7]
- Qualcomm Snapdragon 7+ Gen 2[8]
- Qualcomm Snapdragon 8/8+ Gen 1[9]
- Samsung Exynos 2200[10]

## Fordítás
Ez a szócikk részben vagy egészben  az   ARM Cortex-A710 című angol Wikipédia-szócikk ezen változatának fordításán alapul.  Az eredeti cikk szerkesztőit annak laptörténete sorolja fel. Ez a jelzés csupán a megfogalmazás eredetét és a szerzői jogokat jelzi, nem szolgál a cikkben szereplő információk forrásmegjelöléseként.